# Waldo Urrego
Waldo Urrego (Bogotá, 22 de julio de 1944) es un actor de televisión, teatro y cine de Colombia.

## Biografía
Urrego nació en Bogotá pero vivió su infancia y parte de su juventud en Quibdó. Fue ahí en donde decidió que lo suyo era la actuación. También vivió en Manizales, Chaparral, y Puerto Berrío, lo cual le sirvió para conocer mejor el país.
Cuando finalmente llegó a Bogotá se empezó a dedicar al teatro. 
A los 17 años participó en el teleteatro de Bernardo Romero, teniendo grandes elogios de la prensa. Durante mucho tiempo perteneció a aquella importante generación del TPB, de la que tiene grandes recuerdos.
Después pasó a la televisión en donde ha hecho todo tipo de papeles, incluso los cómicos los cuales confiesa que son más le gustan. Pero han sido los de villano los que lo han hecho más famoso, como fue el caso del temible “Cuellar” en la serie Amar y vivir. No le molesta que lo encasillen de villano, pues dice ya estar acostumbrado, pero sabe que su carrera ha sido mucho más extensa que eso.

## Filmografía

### Televisión
- A Corazón abierto temporada 2

- 1977 (2021) — Héctor
- Café con aroma de mujer (2021) — Pedro Alzate
- El robo del siglo (2020) — Gabriel Herrera 'El Dragon'
- Libertador (2020) — Carlos Sotomayor
- Perdida (2020) — Preso anciano
- Enfermeras (2019) — Justo Bernal 'Esmeraldero Preso'
- Garzón (2018) — Francisco Rueda
- Esmeraldas (2015) — El Pelusa
- Bazurto (2014) — El Sombra
- Alias el Mexicano (2013) — Jacobo Arenas
- Kdabra (2012) — Jefe Campos
- Infiltrados (2011)
- Confidencial (2011) — Adolfo (Bala perdida)
- El cartel 2 - La guerra total (2010) — Fermín Urrego 'El Tigre'
- Gabriela, giros del destino (2009) — Guillermo Rueda
- El cartel (2008) — Fermín Urrego 'El Tigre'
- Tiempo final (2008) — Cardona
- La pasión según nuestros días (2008) — Rómulo Ortiz
- Crímenes legales (2008)
- Hasta que la plata nos separe (2007) — Antonio, Don Toñito
- Criminal (2006) — El capitán Flórez
- No renuncies Salomé (2003)
- La guerra de las Rosas (1999) — Hildebrando
- Dios se lo pague (1997) — Quintero
- La mujer del presidente 1997 — Capitán Hugo Escobar
- Solo una mujer (1995) — Frank
- Crónicas de una generación trágica (1993) — Pablo Morillo
- Cuando quiero llorar no lloro (1991) — Edmundo De la Rosa
- La casa de las dos palmas (1991) — Juancho López
- La vorágine (1990) —  Fidel Franco
- Amar y vivir (1988) — Cúellar
- Los cuervos  (1984) — Saiter Ladrilleros
- Lejano azul (1983) — Luis A. Calvo
- Querido Andrés (1977) — (TV Mini-Series)
- Una mirada imborrable (1964)

### Cine
- La sucursal (2019)
- El paseo 5 (El paseo de oficina) 2018 — Don Jorge "El boyaco"
- Uno al año no hace daño 2 (2015)
- Uno al año no hace daño (2014)
- Estrella quiero ser (2014) — Elkin
- Amar y vivir (1989) — Cuellar
- Huida hacia el peligro (1987)
- Caín (1984)
- Ajuste de cuentas (1983)
- La agonía del difunto (1981)

## Premios y nominaciones

### Premios India Catalina
| Año  | Categoría               | Telenovela o Serie | Resultado |
| ---- | ----------------------- | ------------------ | --------- |
| 2022 | Mejor actor protagónico | 1977               | Ganador   |
| 1990 | Mejor Actor de Reparto  | Amar y vivir       | Ganador   |

### Premios TVyNovelas
| Año  | Categoría              | Telenovela o Serie      | Resultado |
| ---- | ---------------------- | ----------------------- | --------- |
| 1998 | Mejor Actor Antagónico | La mujer del presidente | Nominado  |

### Premios Simón Bolívar
| Año  | Categoría              | Telenovela o Serie | Resultado |
| ---- | ---------------------- | ------------------ | --------- |
| 1990 | Mejor Actor de Reparto | La Vorágine        | Ganador   |
| 1989 | Mejor Actor de Reparto | Amar y vivir       | Ganador   |